# Loi de Gay-Lussac
Pour les articles homonymes, voir Gay-Lussac.
La loi de Gay-Lussac, du nom du chimiste et physicien français Louis Joseph Gay-Lussac, est l'une des lois de la thermodynamique constituant la loi des gaz parfaits.

## Énoncé

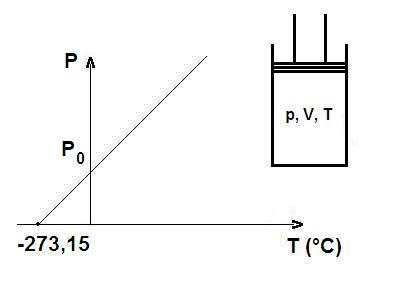
Représentation graphique de la loi de Gay-Lussac : à volume V constant, la pression P est proportionnelle à la température

La loi de Gay-Lussac stipule qu'à volume {\displaystyle V} constant, la pression d'un gaz parfait est directement proportionnelle à la température absolue (exprimée en K), soit, pour une même quantité de gaz dans deux états 1 et 2 au même volume :
{\displaystyle {\frac {P_{1}}{T_{1}}}={\frac {P_{2}}{T_{2}}}}
En prenant comme référence un gaz à la température {\displaystyle T_{0}} et sous la pression {\displaystyle P_{0}}, on peut également écrire, si la température est exprimée par exemple en °C :
{\displaystyle P=P_{0}\cdot \left[1+\beta \cdot \left(T-T_{0}\right)\right]}, où {\displaystyle \beta } dépend de {\displaystyle T_{0}}.
On constate expérimentalement que le coefficient {\displaystyle \beta }, pour des volumes de plus en plus grands, tend vers une valeur universelle, indépendante du gaz et environ égale à 0,003 661 = 1/273,15, lorsque les températures sont exprimées en degré Celsius.

## Histoire des sciences
Le nom de loi de Gay-Lussac est également donné à la loi de Charles reliant le volume et la température à pression constante. La loi de Charles a en effet été énoncée pour la première fois par Louis Joseph Gay-Lussac en 1802, mais avait été découverte par Jacques Charles dès 1787. On réservera le nom de loi de Charles à la relation entre volume et température à pression constante et le nom de loi de Gay-Lussac à la relation entre pression et température à volume constant.